# Саммер, Виктория
Виктория Саммер (англ. Victoria Summer; родилась 15 декабря 1981) — английская певица, автор песен, модель и актриса. После старта своей карьеры в фильмах ужасов, Саммер перешла к более типичным ролям, начав с фильма Брайана Херцлингера «Как сладко!» (How Sweet It Is). Она сыграла Джули Эндрюс в ленте 2013 года «Спасти мистера Бэнкса» про создание фильма о Мэри Поппинс.

## Карьера
Виктория Саммер начала свою карьеру, получив грант на обучение в школе искусств ArtsEd в Лондоне, и в 2002 году выступила на Золотом юбилее королевы Елизаветы II.
В кино актриса дебютировала в 2006 году с ролью в малобюджетном хорроре «Дневники зомби». А в 2009 году актриса переехала в Лос-Анджелес и получила главную роль в фильме, основанном на романе Брэма Стокера «Дракула», название которого — «Дракула: Перерождение».
В 2010 году Саммер снялась в рекламе Subaru для Spike TV, которая впервые была показана на вручении премии Scream Awards.
В 2011 году Виктория сыграла специалиста по управлению гневом в мюзикле Брайана Херцлингера «Как сладко!». Это также стало толчком к её музыкальной карьере. В конце этого же года она выпустила дебютный сингл Love Will.
Первой актёрской работой в серьёзном кинопроекте ей пришлось ждать до 2014 года, когда Виктория получила второстепенную роль помощницы героя Стэнли Туччи в четвёртой части «Трансформеров» Майкла Бэя.
В ближайшее время планируется выход на экраны фильмов «Горящие синим» Дэмиена Лэя и русско-американской «Высшей миссии» Владимира Угличина, в которых у актрисы главные роли.

## Фильмография
| Год  |     | Русское название                | Оригинальное название           | Роль                      |
| ---- | --- | ------------------------------- | ------------------------------- | ------------------------- |
| 2006 | ф   | Дневники зомби                  | The Zombie Diaries              | Линн                      |
| 2012 | ф   | Дракула: Возрождение            | Dracula: Reborn                 | Лина Харкер               |
| 2013 | ф   | Как сладко!                     | How Sweet It Is                 | Кристина                  |
| 2013 | ф   | Спасти мистера Бэнкса           | Saving Mr. Banks                | Джули Эндрюс              |
| 2013 | с   | Развлечения актёров             | Actors Entertainment            | камео                     |
| 2014 | ф   | Трансформеры: Эпоха истребления | Transformers: Age of Extinction | ассистентка Джошуа Джойса |
| 2014 | ф   | Горящие синим                   | Out of the Burning Blue         | Элеанор Морган            |
| 2014 | кор | Бар Юнион                       | Bar Union                       | Патрисия Брэнд            |
| 2015 | ф   | Терродактиль                    | Terrordactyl                    | Тереза                    |
| 2015 | ф   | Крысы                           | Higher Mission                  | Полина                    |

## Личная жизнь
- Виктория Саммер является представителем фонда Мир без наркотиков. Саентолог[4]. Также является веганом и любит заниматься йогой и находить хозяев бездомным животным. Фанат баскетбола, часто посещает игры «Клипперс» .